# شهرستان بای-تایگینسکی
شهرستان بای-تایگینسکی (به لاتین: Bay-Tayginsky District) یک شهرستان در روسیه است که در تووا واقع شده‌است.